# Paraphilomecyna
Paraphilomecyna is een kevergeslacht uit de familie van de boktorren (Cerambycidae). De wetenschappelijke naam van het geslacht werd voor het eerst geldig gepubliceerd in 1966 door Breuning.

## Soorten
Paraphilomecyna is monotypisch en omvat slechts de volgende soort:
- Paraphilomecyna hiekei Breuning, 1966